# Thomas Joseph Murphy
Thomas Joseph Murphy (* 3. Oktober 1932 in Chicago, USA; † 26. Juni 1997) war Erzbischof von Seattle.

## Leben
Thomas Joseph Murphy empfing am 12. April 1958 durch den Pro-Präfekten der Kongregation de Propaganda Fide, Samuel Kardinal Stritch, das Sakrament der Priesterweihe.
Am 5. Juli 1978 ernannte ihn Papst Paul VI. zum Bischof von Great Falls. Der Erzbischof von Portland in Oregon, Cornelius Michael Power, spendete ihm am 21. August desselben Jahres die Bischofsweihe; Mitkonsekratoren waren der emeritierte Bischof von Great Falls, Eldon Bernard Schuster, und der Weihbischof in Chicago, Alfred Leo Abramowicz.
Am 26. Mai 1987 bestellte ihn Papst Johannes Paul II. zum Koadjutorerzbischof von Seattle. Thomas Joseph Murphy wurde am 21. August 1991 in Nachfolge von Raymond Gerhardt Hunthausen, der aus Altersgründen zurücktrat, Erzbischof von Seattle.